# Johann Hedwig
Johann Hedwig (8. prosince 1730 Brašov – 18. února 1799 Lipsko), někdy uváděn jako Johannes Hedwig, byl německý botanik. Nejvýznamnější jsou jeho práce, ve kterých za zabýval mechy. Někdy bývá označován jako „otec bryologie “. Proslavil se úplným popsáním pohlavního rozmnožování výtrusných rostlin. Mnoho spisů publikoval v latině pod jménem Ioannis Hedwig nebo Ioanne Hedwig. Johann Hedwig má v Mezinárodním rejstříku jmen rostlin zkratku Hedw.

## Dětství a mládí
Hedwig se narodil 8. prosince 1730 v Brașově v Sedmihradsku. Jako syn ševce vyrostl v chudobě. Již od dětství byl fascinován mechy. Studoval medicínu na univerzitě v Lipsku, kde v roce 1759 získal lékařský titul.

## Kariéra

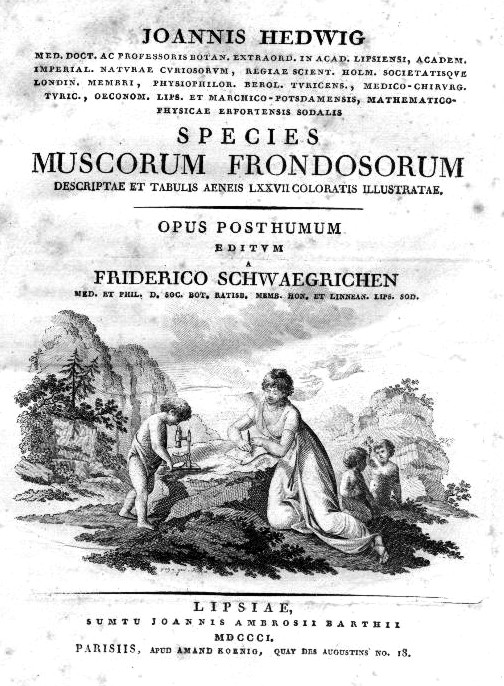
Obálka díla Species Muscorum Frondosorum

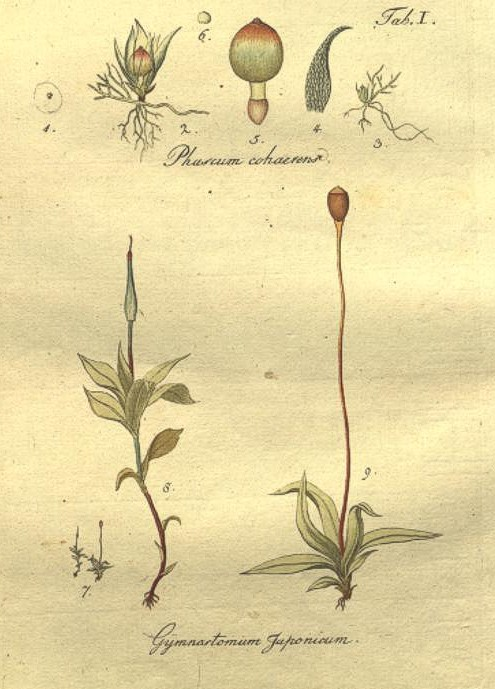
Gymnostomum japonicum v díle Species Muscorum Frondosorum

Poté, co získal lékařský titul, pracoval jako lékař dalších dvacet let. Když nedostal povolení k výkonu praxe v Transylvánii, pracoval jako praktický lékař v Chemnitzu. Během této doby se věnoval botanice jako koníčku. Ráno před prací pravidelně odebíral vzorky a večer je studoval. Profesor Johann Christian Daniel von Schreber daroval Hedwigovi mikroskop a malou knihovnu.
Hedwig byl velmi zručný jak v mikroskopické, tak biologické ilustraci. Dokázal identifikovat a ilustrovat pelatky, zárodečníky a samčí gamety mechů. Pozoroval a popsal klíčení spór a tvorbu prvoklíčku. U ostatních sporofytů byl méně úspěšný, protože nedokázal určit životní cykly kapradin nebo hub, ale učinil užitečná pozorování na řasách Chara a Spirogyra. Prohlásil, že nebyl první, komu se podařilo vypěstovat nové rostliny vysetím výtrusů mechů, Davidu Meesemu se to podařilo před ním. 
V roce 1781 se přestěhoval do Lipska, kde pracoval jako lékař v městské nemocnici. V této době publikoval své první zásadní dílo, dva svazky Fundamentum historiae naturalis muscorum frondosorum v roce 1782. V roce 1786 získal titul docent medicíny na univerzitě v Lipsku. V roce 1789 se stal řádným profesorem botaniky a ředitelem univerzitní botanické zahrady v Lipsku. V dubnu 1788 se stal členem Královské společnosti. V roce 1790 se stal zahraničním členem Královské švédské akademie věd . V roce 1792 byl zvolen členem Akademie věd Leopoldina.
Jeho nejdůležitější dílo Species muscorum frondosorum bylo publikováno až po jeho smrti v roce 1801. Popisuje téměř všechny dosud známé druhy mechů a je základem pro názvosloví většiny mechů, s výjimkou skupiny rašeliníků.

## Rodina a odkaz
Hedwigův syn Romanus Adolf Hedwig byl rovněž botanik. Byl také tchánem Christiana Daniela Becka, který byl historik, filolog a teolog. Jeho vnukem byl Johann Ludwig Wilhelm Beck.
Na počest Johanna Hedwiga byl pojmenován rod mechu Hedwigia a časopis Nova Hedwigia. Mezinárodní asociace bryologů uděluje vědcům za mimořádný přínos v oblasti bryologie Hedwigovu medaili.
Hedwigův osobní herbář byl vydražený v roce 1810, ale velkou část získala Botanická zahrada v Ženevě, kde je sbírka dodnes.

## Vybrané publikace
- Fundamenta historiae naturalis muscorum: concernens etc.. [s.l.]: Apud S.L. Crusium, 1782. Dostupné online.
- Descriptio et adumbratio microscopico-analytica muscorum frondosorum nec non aliorum vegetantium e classe cryptogamica Linnaei novorum dubiisque vexatorum. [s.l.]: [s.n.], 1792. Dostupné online.
- Sammlung seiner zerstreuten Abhandlungen und Beobachtungen über botanisch-ökonomische Gegenstände. [s.l.]: Crusius, 1793. Dostupné online.
- Filicum genera et species. recentiori methodo accomonodatae ... iconibusque illustratae a Romano Adolpho filio. [s.l.]: Schaefer, 1799. Dostupné online.
- Species muscorum frondosorum, descriptae et tabulis aeneis LXXVII coloratis illustratae. [s.l.]: sumtu Joannis Ambrosii Barthii, 1801. Dostupné online.